# سياسة جزر القمر
يتكون اتحاد جزر القمر من ثلاث جزر نجازيدجا (جزر القمر الكبرى) وموالي (موهيلي) ونزواني (أنجوان) بينما تظل جزيرة مايوت تحت الإدارة الفرنسية. تتم سياسة اتحاد جزر القمر في إطار جمهورية رئاسية اتحادية، حيث يكون رئيس جزر القمر هو رئيس الدولة ورئيس الحكومة، ونظام متعدد الأحزاب. تمارس السلطة التنفيذية من قبل الحكومة. السلطة التشريعية الاتحادية مناطة بكل من الحكومة والبرلمان. لا تزال تركة السلطنات ما قبل الاستعمار باقية في حين أن الوضع السياسي في جزر القمر كان شديد التقلب منذ استقلال البلاد في عام 1975، بسبب تقلبات الانقلابات والتمرد السياسي.
اعتبارًا من عام 2008، اعتبرت منظمة فريدوم هاوس ومقرها الولايات المتحدة جزر القمر وموريتانيا بمثابة "الديمقراطيات الانتخابية" الحقيقية الوحيدة في الوطن العربي.